# Férfi 4 × 7,5 km-es biatlonváltó az 1998. évi téli olimpiai játékokon
Az 1998. évi téli olimpiai játékokon a biatlon férfi 4 × 7,5 km-es váltó versenyszámát február 21-én rendezték Nozava Onsenben. Az aranyérmet a német váltó nyerte. Magyar csapat nem vett részt a versenyen.

## Végeredmény
A csapatok tagjainak mindkét sorozatban 8 lövési kísérlete volt az 5 célpontra. Minden hibás találat után 150 méter büntetőkört kellett megtennie a hibázó versenyzőnek.
Az időeredmények másodpercben értendők. A lövőhibáknál sorozatonként az első szám a hibás találatot, a második szám az 5 darab kísérleten felüli plusz kísérletek számát mutatják.
| Helyezés | Csapat                                                                                            | Idő                                       | Lövőhiba                                 |
| -------- | ------------------------------------------------------------------------------------------------- | ----------------------------------------- | ---------------------------------------- |
| Arany    | Németország (GER) · Ricco Groß · Peter Sendel · Sven Fischer · Frank Luck                         | 1:21:36,2 20:09,3 19:56,6 20:18,0 21:12,3 | 0+4 0+2 0+0 0+1 0+0 0+0 0+2 0+0 0+2 0+1  |
| Ezüst    | Norvégia (NOR) · Egil Gjelland · Halvard Hanevold · Dag Bjørndalen · Ole Einar Bjørndalen         | 1:21:56,3 20:33,8 20:08,7 21:25,0 19:48,8 | 0+4 0+3 0+1 0+1 0+1 0+0 0+2 0+2 0+0 0+0  |
| Bronz    | Oroszország (RUS) · Pavel Muszlimov · Vlagyimir Dracsov · Szergej Taraszov · Viktor Majgurov      | 1:22:19,3 20:35,9 19:56,6 21:01,4 20:45,4 | 0+3 0+4 0+0 0+1 0+0 0+2 0+3 0+0 0+0 0+1  |
| 4.       | Fehéroroszország (BLR) · Aljakszej Ajdarav · Aleh Rizsankov · Aljakszandr Papov · Vadzim Szasurin | 1:23:14,0 20:23,6 20:18,5 21:08,3 21:23,6 | 0+0 0+4 0+0 0+0 0+0 0+3 0+0 0+1 0+0 0+0  |
| 5.       | Lengyelország (POL) · Wiesław Ziemianin · Tomasz Sikora · Jan Ziemianin · Wojciech Kozub          | 1:24:09,8 20:29,7 20:54,5 21:34,3 21:11,3 | 0+2 0+6 0+0 0+1 0+0 0+2 0+0 0+1 0+2 0+2  |
| 6.       | Lettország (LAT) · Oļegs Maļuhins · Ilmārs Bricis · Gundars Upenieks · Jēkabs Nākums              | 1:24:24,4 20:18,2 19:46,7 22:48,1 21:31,4 | 0+6 2+6 0+2 0+0 0+1 0+0 0+3 1+3 0+0 1+3  |
| 7.       | Franciaország (FRA) · Andreas Heymann · Raphaël Poirée · Thierry Dusserre · Patrice Bailly-Salins | 1:24:53,0 20:44,5 20:04,4 22:12,0 21:52,1 | 0+4 2+7 0+1 0+0 0+2 0+1 0+1 1+3 0+0 1+3  |
| 8.       | Finnország (FIN) · Ville Räikkönen · Paavo Puurunen · Harri Eloranta · Olli-Pekka Peltola         | 1:25:01,4 20:34,3 20:08,6 22:31,0 21:47,5 | 0+4 2+7 0+2 0+0 0+0 0+1 0+2 1+3 0+0 1+3  |
| 9.       | Olaszország (ITA) · Patrick Favre · Wilfried Pallhuber · René Cattarinussi · Pieralberto Carrara  | 1:25:07,3 21:13,0 20:50,7 20:55,9 22:07,7 | 0+7 1+10 0+3 0+3 0+1 0+1 0+0 0+3 0+3 1+3 |
| 10.      | Svédország (SWE) · Mikael Löfgren · Jonas Eriksson · Tord Wiksten · Fredrik Kuoppa                | 1:25:25,7 21:01,0 21:41,9 22:09,3 20:33,5 | 0+7 0+7 0+3 0+2 0+2 0+3 0+2 0+2 0+0 0+0  |
| 11.      | Ausztria (AUT) · Wolfgang Perner · Ludwig Gredler · Reinhard Neuner · Wolfgang Rottmann           | 1:25:33,8 20:32,6 21:04,8 22:39,1 21:17,3 | 1+6 1+9 0+1 0+1 0+0 1+3 1+3 0+3 0+2 0+2  |
| 12.      | Szlovénia (SLO) · Sašo Grajf · Jože Poklukar · Janez Ožbolt · Tomaž Globočnik                     | 1:25:43,2 20:56,6 21:55,6 21:45,4 21:05,6 | 2+5 0+4 0+0 0+2 2+3 0+1 0+2 0+1 0+0 0+0  |
| 13.      | Észtország (EST) · Janno Prants · Indrek Tobreluts · Kalju Ojaste · Dimitri Borovik               | 1:26:30,2 20:39,7 21:15,3 23:03,7 21:31,5 | 0+4 0+9 0+0 0+2 0+0 0+1 0+3 0+3 0+1 0+3  |
| 14.      | Csehország (CZE) · Petr Garabík · Zdeněk Vítek · Jiří Holubec · Ivan Masařík                      | 1:26:35,5 21:30,8 22:11,8 22:00,9 20:52,0 | 0+0 0+7 0+0 0+2 0+0 0+1 0+0 0+3 0+0 0+1  |
| 15.      | Japán (JPN) · Szuga Kjódzsi · Meguro Hironao · Szekija Súicsi · Kazama Acusi                      | 1:27:55,7 22:10,9 20:56,3 21:44,0 23:04,5 | 2+9 2+9 1+3 0+2 0+0 0+3 0+3 0+1 1+3 2+3  |
| 16.      | Kazahsztán (KAZ) · Dmitrij Pantov · Dmitrij Pozdnyakov · Alekszandr Menyscsikov · Valerij Ivanov  | 1:27:56,0 22:37,0 21:41,2 21:57,7 21:40,1 | 0+5 1+9 0+1 1+3 0+0 0+2 0+1 0+2 0+3 0+2  |
| 17.      | Egyesült Államok (USA) · Jay Hakkinen · Dan Westover · Andrew Erickson · Robert Rosser            | 1:28:13,9 20:37,7 22:14,0 22:57,2 22:25,0 | 0+8 0+7 0+2 0+2 0+3 0+1 0+2 0+3 0+1 0+1  |
| 18.      | Ukrajna (UKR) · Vjacseszlav Derkacs · Ruszlan Liszenko · Mikola Krupnik · Andrij Derizemlja       | 1:28:57,1 21:29,0 21:41,9 21:54,2 23:52,0 | 3+6 1+7 0+1 0+2 0+1 0+1 3+3 1+3          |